# ناجی (فیلم ۱۹۹۲)
ناجی (به هندی: Jaagruti) یا بیداری فیلمی محصول سال ۱۹۹۲ و به کارگردانی سورش کریشنا است. در این فیلم بازیگرانی همچون سلمان خان، کاریسما کاپور، پرم چوپرا، بینا بانرجی، پانت ایثار ایفای نقش کرده‌اند.